# Thesszaloniki ediktum
A három uralkodó római császár által, Gratianus, II. Valentinianus és I. Theodosius császárok által 380-ban kiadott thesszaloniki ediktum (más néven „a három császár ediktuma” vagy Cunctos populos) a nikaiai-féle kereszténységet a Római Birodalom államvallássá tette.  Elítélt minden más, akár keresztény hitvallást, mint például az arianizmust, mint „bolond őrültek” eretnekségeit, és engedélyezte a megbüntetésüket.
 "Megparancsoljuk, hogy mindazok a népek, amelyek a mi kegyelmes kormányzatunk uralma alatt állnak, abban a vallásban éljenek, amelyet a hagyomány szerint Szent Péter apostol adott át Róma népének.. Meghagyjuk, hogy akik ezt a hitvallást követik, a "katolikus keresztények" nevét viselhetik, a többiek azonban, akiket eszteleneknek és őrülteknek ítélünk, az eretnek hitvallásuknak megfelelő gyalázatos nevet viseljék.. az isteni bosszúnak adjuk át őket, de amidőn isteni sugallatból erre utasítást kapunk, magunk is gondoskodunk megbüntetésükről.
A rendelet azután született, hogy Theodosiust megkeresztelte Ascholius thesszaloniki püspök, amikor egy súlyos betegségben szenvedett abban a városban. A rendeletet Ascholius, így az őt kinevező I. Damáz pápa befolyása alatt adták ki.
A thesszaloniki ediktumot ezt követően beépítették a Codex Theodosianus törvényeibe és a Római Birodalom népeinek nikaiai-féle kereszténységre térítésének fontos mérföldköve volt.
A rendelet után Theodosius sok energiát fordított arra, hogy elnyomja a kereszténység minden más, nem nikaiai formáját, különösen az arianizmust. A következő év (381) januárjában egy másik rendeletben megtiltotta az „eretnekek” letelepedését a városokban. A 381-es konstantinápolyi zsinat megerősítette a nikaiai hitvallást, és kiközösítette az eunomiánusokat, az ariánusokat, a szemi-ariánusokat, a szabelliánusokat, a markelliánusokat és az apollináriusokat.